# Сукоби на украјинско-руској граници (2014)
„Јужни котао“ (познат и као Битке код Изварина, „Изварски котао“ „Сектор Д“) је један од епизоде оружаног сукоба на истоку Украјине који се одиграо у лето 2014.

## Напредовање украјинских снага
Почетком јуна 2014. команда Оружаних снага Украјине започела је офанзиву дуж украјинско-руске границе како би одсјекла од Русије дјелимично признате Луганску Народну Републику (ЛНР) и Доњецку Народну Републику (ДНР) и блокирала прилив војне помоћи и инфилтрација оружаних формација из Русије на територију Украјине. Офанзива је изведена са југа од Амвросиевке, заобилазећи Савур-Могилу у правцу села Изварино.
Украјинске трупе су морале да блокирају пет главних праваца преко којих су ДНР и ЛНР могле да комуницирају са Русијом (контролне пунктове Успенка, Мариновка, Должанское, Червонопартизанск и Изварино). Укупна дубина планиране операције требало је да буде најмање 150 км. Током операције требало је и да створи утврђене одбрамбене тачке, које би, уз артиљеријску ватру и блокаде путева, могле да спрече кретање не само дуж аутопутева, већ и дуж степских подручја између њих.
Групацију украјинских трупа (тактичка група „Кордон“) у почетку су чиниле три лаке тактичке групе (из 79. одвојене аеромобилне бригаде и 3. пука специјалних снага) и две тешке батаљонске групе (из 72. механизоване бригаде и 51. механизоване бригаде).
Сваку лаку групу у почетку је чинило око 300 војника и официра, 30 борбених возила пешадије, шест самоходних топова или лансера Град, као и батерија од шест минобацача 82 мм и неколико противтенковских ракетних система. Свака група тешких батаљона укључивала је по један механизовани батаљон појачан извиђачком, снајперском и две тенковске чете. Поред тога, таквој групи су били прикључени артиљеријски дивизион и батерија објеката Град. Укупно, свака таква група је у почетку имала око 1.000 војника и официра, 26 тенкова, око 60 борбених возила пешадије, шест минобацача 120 мм, 18 топова и шест ракетних бацача. Тако је укупан број групе био око 3.000 људи, више од 50 тенкова, 200 оклопних транспортера, 30 минобацача, до 80 топова и ракетних бацача.
Истовремено, снаге безбедности нису успеле да успоставе контролу над главним висовима Доњецког гребена и главним магистралним путевима који су пролазили у тој области, па су јединице које су напредовале напредовале низинским степским земљаним путевима дуж границе.
Крајем јуна батаљонско-тактичка група 24. механизоване бригаде распоређена је у рејон града Ровенки, Свердловски округ, Луганска област, да помогне лаким групама 79. бригаде у успостављању контроле над Изварином и Червонопартизанском.
Наилазећи на жесток отпор побуњеника, украјинске снаге су само делимично извршиле свој задатак, остављајући непокривеним део границе дуг 80-100 км, након чега су непријатељства прешла у позициону фазу. На јужној граници ДНР и ЛНР формирана је дуга и уска (широка 8-10 км) избочина, коју контролишу украјинске трупе, такозвана „јужна канџа“, „јужна црева“, „јужна врећа“. Истовремено, украјинске трупе су се нашле у крајње неповољном положају, јер су све испоруке вршене дуж јединог граничног пута. Једино погодно место за прелазак реке Миус био је брод код Кожевног, који је био изложен сталним гранатирањем, а путеве за Дјаково, Червонопартизанск и Должанское минирали су непријатељи. Трупе нису могле да маневришу и биле су изложене сталном гранатирању. Конкретно, 11. јула, као резултат гранатирања базног кампа тактичке групе „Кордон“ код Зеленопоља, убијено је 30 војника Оружаних снага Украјине и 5 граничара.

## Опкољење украјинских снага
Најрањивији су били правци Дмитровка-Кожевња и Степановка-Мариновка на југу, из Доњецке области. 12. јула Игор Стрелков је стигао у Снежноје. Побуњеници су почели да јачају снаге у јужном правцу. Истовремено, настављено је гранатирање украјинских трупа и колона снабдевања, укључујући и употребу ракетне артиљерије.
Јединице ДНР су 15. јула овладале Степановком, а 16. јула Мариновком, услед чега је снабдевање украјинске групе потпуно паралисано.
Представници оружаних формација ЛНР су 17. јула објавили опкољавање групе украјинских трупа. Према њиховим речима, највеће губитке је претрпела 72. механизована бригада, која је доживела „акутну несташицу муниције, горива, хране и воде, већина опреме је била у неборбеном стању“.
Кључну улогу у овој операцији побуњеника одиграла је висина Савур-Могила, за чију контролу су се више пута одвијале борбе.
Од 23. јула опкољене су јединице:
- 55. одвојена артиљеријска бригада,
- 79. одвојена аеромобилна бригада,
- 24. одвојена механизована бригада,
- 51. одвојена механизована бригада,
- 72. одвојена механизована бригада,
- 3. одвојени пук специјалне намене Главне обавештајне управе Министарства одбране Украјине,

консолидовани одред граничара.
У рејону контролног пункта "Мариновка" - јединице из састава:
- 28. одвојена механизована бригада.

По побуњеницима, опкољени су и:
- територијални батаљон "Рудар",
- део батаљона Азов[13][21][22].

Украјинске снаге безбедности биле су одсечене од снабдевања (што је захтевало ангажовање војно-транспортне авијације, а то је, заузврат, довело до губитка неколико авиона Ан-26), комуникације, ватрена подршка, стално су биле изложене артиљеријским и минобацачким нападима, претрпео је огромне губитке. У опкољеним јединицама забележени су случајеви напуштања положаја, дезертирања, преласка група војног особља на територију Русије. Тако је 27. јула око 40 војника 51. механизоване бригаде Оружаних снага Украјине прешло руску границу у рејону Изварино.

## Ликвидација "котла"
Дана 27. јула почела је операција ослобађања „сектора Д“ у којој су биле укључене јединице 30. и 51. механизоване, 95. аеромобилне и 25. ваздушно-десантне бригаде.
Степановка је 28. јула заузета, а јединице 72. механизоване бригаде које се налазе у пограничном појасу су деблокиране. 3. августа је заузета Савур-Могила и почело је повлачење јединица 24., 51., 72., 79. бригаде из обруча.
Група од 438 украјинских снага безбедности (274 војника 72. механизоване бригаде и 164 граничара) прешла је 4. августа хуманитарни коридор у Русију без наоружања. Руски медији су објавили да су војници затражили азил у Русији. Украјински медији су указивали да су војници били приморани да се повуку на руску територију због исцрпљености муниције и немогућности да наставе непријатељства, али нису променили заклетву и нису тражили азил, што су потврдили и посматрачи из ОЕБС. Део бораца из 72. механизоване бригаде одлучио је да се коридором код Мариновке пробије до главних јединица украјинске армије, за шта су вођене готово непрекидне борбе.
До вечери 5. августа јединице 72. бригаде су се придружиле јединицама 79. бригаде стациониране у близини Дјакова (које је скоро на граници Луганске и Доњецке области, 20 км од Мариновке).
6.-7. августа завршено је ослобађање ослобођених трупа, али су током пробоја под непрекидном артиљеријском ватром украјинске трупе претрпеле озбиљне губитке. Као резултат тога, побуњеници су удвостручили контролисану дужину границе.
Украјинска авијација је 7. августа, према прес-центру ДНР, извршила ваздушни удар на опкољену 79. аеромобилну бригаду. Представници ДНР сугерисали су да је циљ ваздушног удара прикривање истине о стању ствари у зони оружаног сукоба и спречавање пребацивања војног особља на руску територију.
7. августа, Александар Захарченко, председник Савета министара ДНР, рекао је: „Снаге безбедности опкољене у „јужном котлу“ су се скоро предале. Тамо је остало 800 људи.

## Последице
Побуњеници су 8. августа тврдили да су запленили 67 јединица украјинске војне опреме различитог степена корисности, укључујући 18 Град МЛРС, системе противваздушне одбране Оса, МАНПАДС, 15 тенкова и оклопних транспортера, борбена возила пешадије, борбена возила у ваздуху, хаубице. Пораз Оружаних снага Украјине код сектора Д довео је до стварања и још тежег пораза код Иловајског котла чији је крајњи епилог био прво вишемесечно примирје резултирано Мински протоколом.